# Дзаудзи

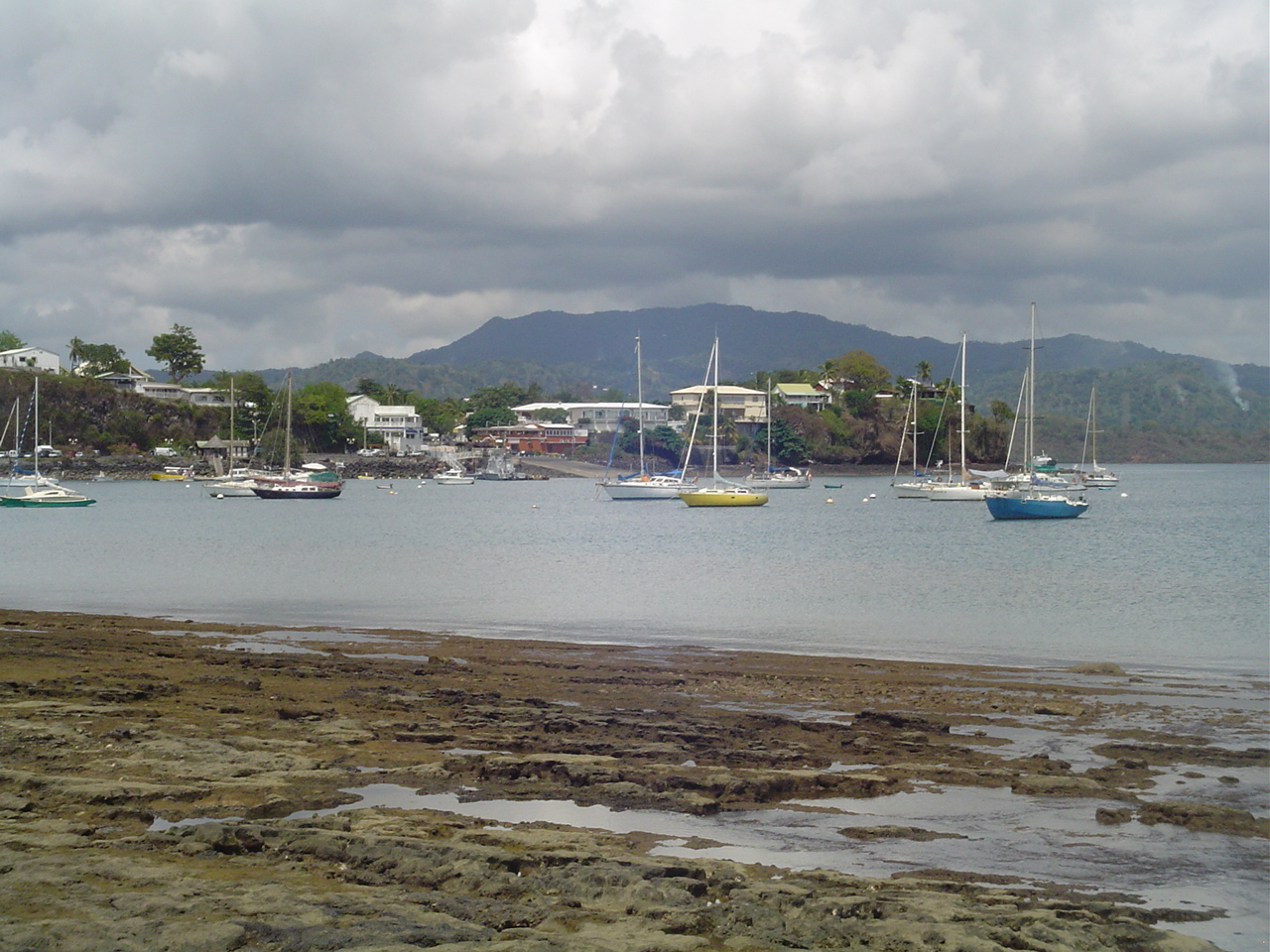
Вид на Дзаудзи

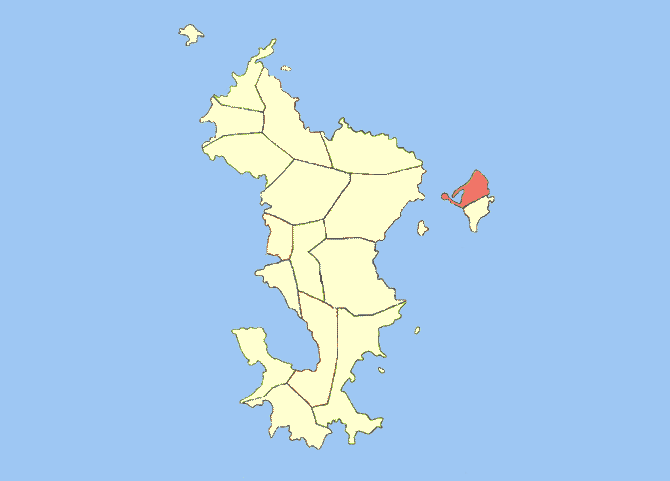
Коммуна Дзаудзи на карте Майотты

Дза́удзи (фр. Dzaoudzi, комор. Dzaoudzi) — коммуна и населённый пункт в островном регионе Майотта на острове Паманзи к востоку от побережья острова Майотта (Маоре). 
Коммуна состоит из двух населённых пунктов: собственно населённого пункта (деревни) Дзаудзи (251 житель, 2012 год) и её центра, города Лаббатуар (14 060 жителей, 2012 год). Благодаря этому коммуну иногда называют как Дзаудзи-Лаббатуар (фр. Dzaoudzi-Labattoir. Деревня Дзаудзи расположена в западной полуостровной части острова Паманзи, Лаббатуар — в центральной части. Коммуна в целом занимает всю северную половину острова Паманзи.
До 1968 года Дзаудзи являлся столицей всех Коморских островов как колониального владения Франции. В рамках Административного деления Комор, согласно действующей Конституции Союза Коморских Островов, принятой на референдуме в 2001 году, Маоре (Майотта) является одним из четырёх автономных островов с центром в Дзаудзи.